# Губернатор Святой Елены
Губернатор Святой Елены (англ. Governor of Saint Helena) — представитель монарха Соединённого королевства на Островах Святой Елены, Вознесения и Тристан-да-Кунья, являющихся британской заморской территорией в южной части Атлантического океана. Губернатор назначается монархом по представлению Правительства Великобритании.
Губернатор де-факто является главой Островов Святой Елены, Вознесения и Тристан-да-Кунья, а также де-юре главой правительства и верховным главнокомандующим этой территории. В его обязанности входит обеспечение внутренней безопасности и правосудия, внешняя политика, финансы, судоходство, а также занятость и дисциплинарные меры в отношении государственных должностных лиц.

Флаг губернатора Островов Святой Елены, Вознесения и Тристан-да-Кунья

Губернатор Святой Елены имеет свой флаг. Он представляет собой Флаг Великобритании, в центре которого расположен герб территории.

## История
Со времени колонизации территории в 1659 году она управлялась Британской Ост-Индской компанией. В 1834 году остров Святой Елены становится колонией Великобритании, и с этих пор губернатор назначается её монархом.
До 2009 года территория носила название «Остров Святой Елены и Территории» (англ. Saint Helena and Dependencies). В соответствии с новой Конституцией, принятой в 2009 году, она была переименована в «Острова Святой Елены, Вознесения и Тристан-да-Кунья» (англ. Saint Helena, Ascension and Tristan da Cunha), однако наименование должности её главы осталось неизменным — «Губернатор Святой Елены».

## Список руководителей
- Джордж Миддлмор (1836—1842)
- Томас Гор Браун (1851—1854)
- Чарльс Джилберт Джон Брайдон Эллиот (1863—1870)
- Уильям Грей-Уилсон (1897—1904)
- Роберт Армитидж Стерндейл (1897—1902)
- Генри Голуэй (1903—1912)
- Гарри Эдвард Спилер-Кордо (1912—2020)
- Роберт Фрэнсис Пил (1920—1924)
- Гарольд Айрмонгер (1925)
- Чарльз Харпер (1925—1932)
- Джеффри Колин Гай (1976—1981)
- Дэвид Холлэмби (1999—2004)
- Найджел Филлипс (с 2022 года)